# Karolina Ziębińska-Lewandowska
Karolina Ziębińska-Lewandowska, née en 1975, est une historienne polonaise de l'art et de la photographie, docteur en sciences humaines, conservatrice, directrice du Muzeum Warszawy (Musée de Varsovie) depuis 2021.

## Biographie
En 1999, Ziębińska-Lewandowska débute son activité professionnelle à la Galerie nationale d'art Zachęta- Elle est d'abord assistante de la commissaire d'exposition Anda Rottenberg ;  puis elle est chargée de préparer des expositions photographiques, des publications et des acquisitions.
En 2008, elle est cofondatrice de la Fondation Archéologie de la Photographie (Fundacja Archeologia Fotografii (pl)) et sa directrice de 2008 à 2014.
En 2001, elle est diplômée de l'Institut d'histoire de l'art de l'Université de Varsovie, avec une thèse sur l'œuvre photographique de Zbigniew Dłubak.. Au cours des années suivantes elle est commissaire de plusieurs expositions, dont une vaste présentation du photomontage polonais de l'entre-deux-guerres (2003) , Documentaires - Photographes polonaises du XXe siècle (2008)  ou une exposition de photographies de Zbigniew Dłubak [7] .
De 2014 à 2020, elle  est conservateur au département photographie du Centre Pompidou à Paris. Elle y réalise  de nombreuses expositions : expositions rétrospectives de Dora Maar (du 5 juin 2019 au 29 juillet 2019).et de  David Goldblatt (21 février au 13 mai 2018), exposition Une avant-garde polonaise. Katarzyna Kobro, Władysław Strzemiński (2018-2019)...
En 2021, elle est nommée directrice du Musée de Varsovie.
Le 21 septembre 2021, l’ambassadeur Frédéric Billet lui remis les insignes de chevalier dans l’ordre des Arts et des Lettres.

## Publications
- Qu'est-ce que la photographie ?  co-auteur Clément Chéroux, Collection de photographies du Centre Pompidou, Volume 5 de Collection de photographies, 2015, 177 p.
- Sabine Weiss, les villes, la rue, l'autre, co-auteur  Sabine Weiss, 2018, Xavier Barral, 176 p.
- Un héritier des avant-gardes Dlubak; co-auteur  Eric de Chassey, 2018, :  Xavier Barral, 253 p.
- Dora Maar. Catalogue Exposition (dir. avec Damarice Amao et Amanda Maddox,) Paris, 2019, 208 p.
- David Goldblatt: structures de domination et de démocratie,   co-auteur Ivor Powell, Steidl, 2018, 339 p.
- Moï Ver, catalogue de l'exposition consacrée au photographe, graphiste et peintre Moï Ver, (dir. avec Julie Jones)   Centre Pompidou, 2023, 208 p
- Elles font l'abstraction,  catalogue de l'exposition (dir. avec  Christine Macel), Centre Pompidou, 2021, 344 p.